# 더 베이비스타즈
베이비스타즈(ザ・ベイビースターズ, The Babystars)는 일본의 남자 대중 음악 밴드이다.

## 개략
2002년 7월 24일 싱글 "ヒカリへ"(빛에)로 데뷔했다. 일본에선 흔히 베비스타(ベビスタ)의 약칭으로 부른다. 큰 히트 송은 없지만 고운 멜로디로 정평이 나 있다.

## 멤버
- 다나카 아키히토(田中 明仁) : 보컬
- 다카하시 리키야(高橋 りきや) : 기타
- 이치카와 요스케(市川 洋介) : 전자 키보드 - 2006년 5월 탈퇴
- 아사미 도마루(浅見 トマル) : 드럼 - 2006년 5월 탈퇴

## 디스코그라피

### 싱글
|    | 타이틀               | 의미                         | 발매일           |
| 1. | ヒカリへ             | 빛에                         | 2002년 7월 24일  |
| 2. | なんで               | 왜요?                        | 2002년 10월 23일 |
| 3. | オレンジ             | 오렌지                       | 2003년 3월 5일   |
| 4. | ヤング☆ヤング☆ヤング | 영 영 영 (Young Young Young) | 2003년 4월 9일   |
| 5. | 去りゆく君へ         | 떠나가는 그대에              | 2003년 10월 8일  |
| 6. | 夏のちから           | 여름의 힘                    | 2004년 8월 25일  |
| 7. | SUNDAY               |                              | 2004년 11월 10일 |
| 8. | World                |                              | 2006년 3월 1일   |

### 앨범
|    | 타이틀       | 의미     | 발매일          |
| 1. | ベビスタ     | 베비스타 | 2003년 4월 9일  |
| 2. | laugh → love |          | 2004년 12월 1일 |
| 3. | LIFE         |          | 2007년 11월 7일 |

## 같이 보기
친한 친구
- 우타이비토하네
- 차콜 필터 - 아사미는 베이비스타즈 탈퇴 후는 고나가와 다카히로가 개인 활동할 때의 드러머로서도 활약하고 있다.